# Do Meu Jeito
Do Meu Jeito é o segundo álbum de estúdio da carreira da cantora brasileira Kelly Key, lançado originalmente em 10 de abril de 2003 pela gravadora Warner Music. O álbum alcançou a primeira posição, vendendo em torno de 300 mil cópias, retirando canções de grande sucesso e repercussão como "Adoleta", "Chic, Chic" e  "A Loirinha, o Playboy e o Negão".

## Produção e tema
Diferente de seu álbum anterior, onde a maioria das canções foram compostas por Kelly Key, o segundo álbum conta com apenas uma composição da cantora, a faixa "Então Beija", uma autobiografia. As faixas do álbum são compostas por Andinho, Umberto Tavares, Victor Junior e pelo cantor Gustavo Lins. A produção do álbum foi realizada pelo DJ Cuca e pelo produtor Afegan, conhecidos no cenário musical carioca, explorando uma sonoridade pop com elementos de dance-pop e R&B.
O tema explorado pelas faixas são em sua maior parte sobre relacionamentos amorosos, tanto românticos quanto desastrosos, direcionado exatamente para o público adolescente. O sexo casual novamente é um dos temas trabalhados pela cantora, como na faixa "Não Sou Tão Fácil Assim", onde Kelly Key canta sobre a pressão exercida pelos namorados para a primeira transa. Há ainda a faixa A Loirinha, o Playboy e o Negão, que explora o tema do preconceito racial, por parte de um garoto branco para um casal formado por uma garota loira e um garoto negro. Segundo Kelly Key a canção é, além de um protesto ao racismo, um protesto também ao preconceito contra gays, pessoas gordas e outras formas de preconceito.

## Lançamento e recepção
O álbum recebeu críticas em sua maioria positivas. A Folha de S. Paulo classificou positivamente o álbum, dizendo que o álbum traz "temas adulto" e é "repleto de mensagens para os adolescentes" e completou dizendo que "Os relacionamentos amorosos são a tônica do novo CD". O jornalista Marcos Paulo Bin, do site Universo Musical disse que a cantora estaria em um "rol seletíssimo" pelo grande sucesso que fez em pouco tempo. O jornalista Zeca Camargo incluiu a canção "A Loirinha, o Playboy e o Negão" na lista feita pelo jornalista para o portal G1 entre as "35 melhores músicas do pop/rock nacional", na posição vinte e três, e também na lista das "Mil músicas que deve-se ouvir de maneira diferente", também feita pelo jornalista ao mesmo portal.
O álbum vendeu 300.000 mil cópias, sendo um dos álbuns mais vendidos do ano de 2003, ganhando disco de ouro pela Associação Brasileira de Produtores de Discos, a ABPD.

### Controvérsia
A maior crítica negativa realizada sobre o álbum foi direcionada à canção "Adoleta", afirmando que Kelly Key estaria influenciando os adolescentes através da composição à largarem os estudos e apenas aproveitarem os namoros, tal qual as amizades e as festas. A cantora se defendeu dizendo que uma canção não influencia as pessoas a deixarem o colégio, apenas à aproveitarem a adolescência.

## Faixas
| N.º            | Título                                                               | Compositor(es)                             | Duração |  |
| 1.             | "Chic, Chic"                                                         | Umberto Tavares Gustavo Lins Andinho       | 3:08    |  |
| 2.             | "Adoleta"                                                            | Umberto Tavares Gustavo Lins Victor Junior | 3:34    |  |
| 3.             | "Ih! Fora"                                                           | Andinho                                    | 3:20    |  |
| 4.             | "Ciúme" (com a participação de Daddy Kall)                           | Umberto Tavares Andinho Daddy Kall         | 3:07    |  |
| 5.             | "Então Beija"                                                        | Kelly Key Umberto Tavares                  | 3:32    |  |
| 6.             | "Corta Essa"                                                         | Gustavo Lins Andinho                       | 3:04    |  |
| 7.             | "Por Causa de Você"                                                  | Umberto Tavares Gustavo Lins Victor Junior | 4:04    |  |
| 8.             | "Não Sou Tão Fácil Assim"                                            | Andinho                                    | 2:57    |  |
| 9.             | "A Loirinha, o Playboy e o Negão"                                    | Umberto Tavares Andinho                    | 2:50    |  |
| 10.            | "Na Na Na"                                                           | Umberto Tavares Gustavo Lins Victor Junior | 4:11    |  |
| 11.            | "Reza Prá Eu Não Te Pegar"                                           | Umberto Tavares Victor Junior Andinho      | 3:08    |  |
| 12.            | "Adoleta" (Remix TC)                                                 | Umberto Tavares Gustavo Lins Victor Junior | 5:22    |  |
| 13.            | "Te Provocar" (com a participação de Mico Freitas) (faixa escondida) | Kelly Key                                  | 3:09    |  |
| Duração total: | Duração total:                                                       | Duração total:                             | 45:02   |  |

## Singles
- "Adoleta", primeiro single, lançado em 30 de março de 2003. A canção é considerada a resposta da própria cantora ao single "Baba", quando a situação era inversa[1].
- "Chic, Chic", segundo single, lançado em 5 de julho de 2003. A canção foi composta para ser uma biografia da vida de Kelly Key, passando de menina anônima com sonho de ser famosa à cantora pop.[9]
- "A Loirinha, o Playboy e o Negão", terceiro single, lançado em 30 de outubro de 2003. A canção foi pouco executada pelas rádios, devido à rotação ainda de sua antecessora Chic, Chic, lançada apenas dois meses antes.[6].

## Vendas e certificações
| País / Certificadora | Certificação | Vendas  |
| -------------------- | ------------ | ------- |
| Brasil ABPD          | Platina      | 300.000 |

## Histórico de lançamento
| País            | Data                   | Formato          | Gravadora    |
| --------------- | ---------------------- | ---------------- | ------------ |
| Brasil          | 10 de abril de 2003    | CD               | Warner Music |
| Hispano-América | 20 de agosto de 2003   | CD               | Warner Music |
| Portugal        | 27 de agosto de 2003   | CD               | Warner Music |
| Estados Unidos  | 6 de fevereiro de 2004 | digital download | Warner Music |